# كيرسي جريفز
كان كيرسي جريفز (21 نوفمبر 1813 في براونزفيل بولاية بنسلفانيا - 4 سبتمبر 1883 في ريتشموند بولاية إنديانا) كاتبًا شكوكيًا ملحدًا من أتباع مذهب الفلسفة العقلانية وروحانيًا وإصلاحيًا، اشتهر في دائرة الفكر الحر الأمريكية في أواخر القرن التاسع عشر.

## حياته
ولد جريفز في براونزفيل بولاية بنسلفانيا. كان والديه من أتباع جمعية الأصدقاء الدينية. وعندما كان شابًا تبعهم في شعائرهم، وانتقل فيما بعد إلى تيار إلياس هيكس من جمعية الأصدقاء الدينية. وفقًا لأحد المصادر، فإن جريفز لم يرتد المدرسة لأكثر من ثلاث أو أربعة أشهر خلال فترة حياته كاملة، لكن مصدرًا آخر يقول إنه تلقى «تعليمًا أكاديميًا»، وقد درّس في سن التاسعة عشرة في مدرسة في ريتشموند، وهي مهنة استمر فيها لأكثر من عشرين عامًا. كان من دعاة الإبطالية في الولايات المتحدة، ومهتمًا أيضًا بإصلاح اللغة، وانخرط مع عدد من المفكرين الأحرار الراديكاليين ضمن جمعية الأصدقاء الدينية، في أغسطس 1844، انضم إلى مجموعة من حوالي خمسين مستوطنًا من أدباء المدينة الفاضلة. في ننفس الشهر، تبرأت منه مجموعة اجتماعات جمعية الأصدقاء الدينية بسبب إهماله للحضور وكذلك لإنشاءه مجموعة منافسة. كانت المجموعات التي ارتبط بها في وقت لاحق منخرطة في السحر والروحانية.
في يوليو 1845، تزوج جريفز من ليديا ميتشينير، وهي عضو في جمعية الأصدقاء الدينية أيضًا، في منزل الاجتماعات في جوشن في زانيسفيلد (أوهايو) مقاطعة لوغان. أنجبا خمسة أطفال فيما بعد في منزلهم في هارفيسبورغ (أوهايو). عادوا لاحقًا إلى ريتشموند واشتروا مزرعة.
كان منزل اجتماعات جوشن مركزًا لأصدقاء التجمع وساهم في نشر ثقافة الاعتدال والسلام والصحة ومكافحة العبودية وحقوق المرأة والطوباوية الاشتراكية.
كيّفته خلفيته المتعلقة بجمعية الأصدقاء الدينية إلى فلسفة التنوير الباطني، التي تعتمد على فكرة أنه لا علاقة لرجال الدين والعقائد وطقوس العبادة بالمذهب بل وإنها تشكل عائقًا أمام عمل الله.
عُزز هذا من خلال طائفة هيكس التابعة للصحابية- التصوف إذ تُعتبر الحياة الروحية للفرد هي الأكثر أهمية وجميع المظاهر الخارجية والدنيوية لا صلة لها. كان أصدقاء التجمع على يسار مذهب الهيكسية وانسحبوا أكثر فأكثر من المسيحية والإيمان بالله حتى.
توفي جريفز في منزله شمال ريتشموند بولاية إنديانا في 4 سبتمبر 1883.

## وصلات خارجية
- مؤلفات كيرسي جريفز في مشروع غوتنبرغ
- أعمال أو نبذة عن كيرسي جريفز على أرشيف الإنترنت